# Krynica Morska
Krynica Morska (Duits: Kahlberg) is een stad in het Poolse woiwodschap Pommeren, gelegen in de powiat Nowodworski. De oppervlakte bedraagt 102,04 km², het inwonertal 1321 (2005).
Krynica Morska is een populaire badplaats met brede zandstranden aan de Oostzee, op de Wislaschoorwal en aan het Wislahaf.

## Verkeer en vervoer

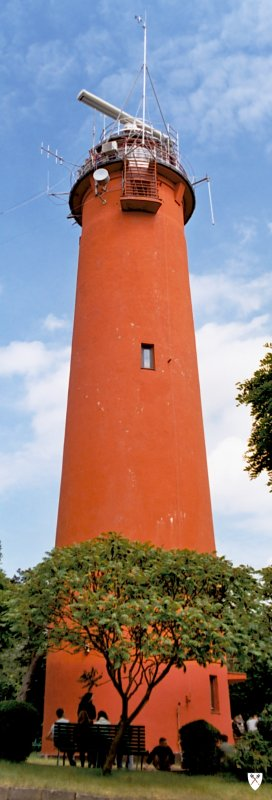
Vuurtoren

- Station Krynica Morska